# لوتکون

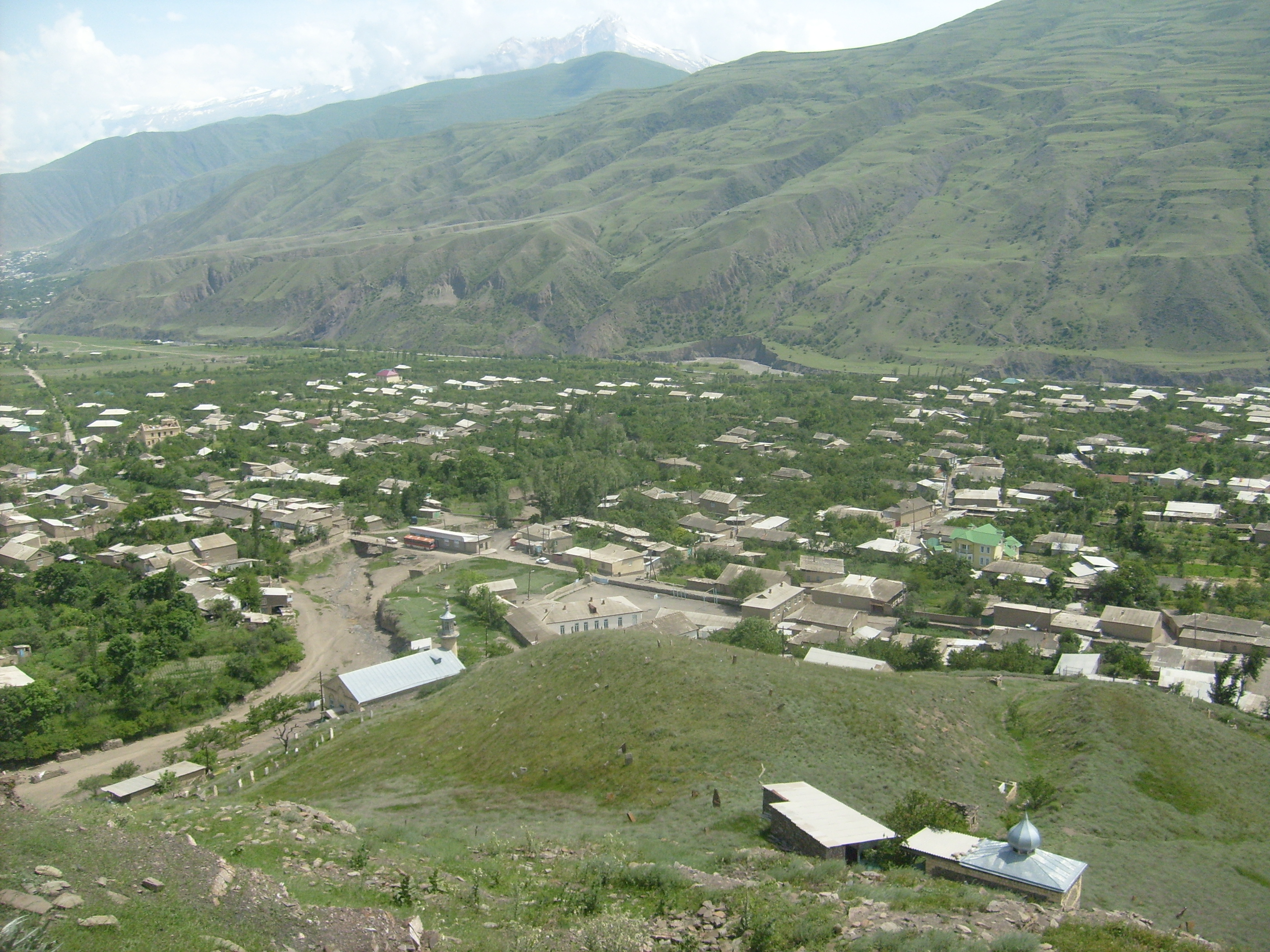
لوتکون

لوتکون (به لاتین: Lutkun) یک شهرک در روسیه است که در داغستان واقع شده‌است.